# Paul Scriptoris
Paul Scriptoris oder Paulus Scriptoris, deutsch Paul Schreiber (* um 1460 in Weil der Stadt; † 21. Oktober 1505 in Kaysersberg, Elsass) war ein deutscher Franziskaner und Theologe.

## Leben
Nach dem Studium in Paris bei Stephan Brulefer († um 1499), in dessen Verlauf er sich dem skotistischen Realismus seines Lehrers anschloss, war Scriptoris Guardian im Franziskanerkonvent in Tübingen. Im dortigen Barfüßerkloster hielt er seit 1494 Vorlesungen über Mathematik, Astronomie, Geographie und Theologie. Scriptoris, der als Lehrer und Prediger große Anerkennung genoss, gehörte neben Konrad Pellikan zu den kritischen Theologen, die sich gegen Ende des 15. Jahrhunderts offen für kirchliche Reformen aussprachen. Er wandte sich unter anderem gegen Missstände betreffend die Sakramente, den Ablasshandel und das Gelübde. 
Einige seiner Schüler, wie Konrad Pellikan, schlossen sich später der Reformation an. Nachdem er unter dem Vorwurf der Häresie 1501 seiner Ämter enthoben und nach Basel versetzt worden war, ging Scriptoris 1502 nach Rom. 1505 von der Ordensleitung nach Toulouse berufen, starb er auf dem Weg dorthin. 
Er veröffentlichte unter anderem Lectura [...] declarando subtilissimas Doctoris Subtilis sententias circa Magistrum in primo libro (1498).